# دهستان ورزق جنوبی
دهستان ورزق جنوبی نام دهستانی در بخش مرکزی شهرستان فریدن، استان اصفهان در ایران است.

## جمعیت
براساس سرشماری مرکز آمار ایران در سال ۱۳۸۵، جمعیت آن ۸۸۶۲ نفر (۲۱۵۰ خانوار) بوده‌است.